# 白板
白板是種能將以專用的白板筆反覆書寫並可擦拭的塑膠或钢化玻璃製白色平面，經常用於課堂教學、會議討論、或個人記事等用途。从1990年代中期起，白板才開始被普遍使用，在這之前幾乎只有黑板較為普遍。
在臺灣， 因為與毒品的俗名相同之故，因此又常以「非黑板」代稱之。
如同必須使用粉筆在黑板上書寫，在白板上書寫必須使用白板筆。
白板通常較黑板昂貴，然而比起在黑板上以粉筆書寫之後留下的粉筆灰，白板比黑板容易擦拭，擦拭時也不會揚起粉粒，另外寫在板上的圖或字對比度相對較高，這些都是白板的優點。白板因為較容易反光，離白板遠的人可能看不清楚，因此學校大多數仍使用黑板。

## 白板筆
白板筆是一种在白板上进行书写的工具，类似于黑板的粉筆。這種筆可以有很多種顏色，是用油墨做為墨水，可寫在光滑的白版上，並可用白板擦擦掉。白板筆含揮發性溶劑，會有化學原料的味道。

## 白板擦
白板擦可用來擦掉用白板筆塗上白板的墨水，类似于擦黑板的黑板擦。

## 參看
- 互動電子白板
- 黑板

- 维基共享资源上的相關多媒體資源：白板